# Титов Владислав Андрійович
Титов Владислав Андрійович — український російськомовний письменник.

## Біографія
Народився в Липецькій області в селянській родині, після закінчення школи переїхав на Донбас, навчався в Боково-Антрацитівському гірничому технікумі. З 1959 року працював гірничим майстром на шахтах Луганщини й Донеччини.
1960 року під час аварії на шахті врятував життя багатьох людей і лишився без обох рук.
Переїздить до Луганська, починає писати прозу. 1967 року виходить його автобіографічна повість «Усім смертям назло», 1971 — «Ковила — трава степова», 1983 — «Життя прожити», «У рідній землі корінню тепліше», роман «Прохідники», 1986 — «Мрії старого парку». Писав, тримаючи олівця в зубах. Велику допомогу в літературній творчості надавала йому дружина, Рита Титова.
Лауреат кількох обласних і республіканських премій.
Обирався депутатом міської ради.
Повість «Усім смертям назло» було перекладено за радянських часів двадцятьма двома мовами, лише окремими книжками видано 19 разів загальним накладом понад 6 млн примірників.

## Пам'ять
- У Луганську знаходиться Квартира-музей В. Титова (квартал Гайового, 18, кв. 62).
- Колишня 13-та лінія носить ім'я письменника.

## Твори
- Титов, В. Всім смертям назло… : Повість . — К.:Молодь, 1970 . — 141 с.
- Титов, В. Усім смертям назло… . — К., 1978 . — 300 с.
- Титов, В. Усім смертям назло: Повість . — К.:Дніпро, 1973 . — 155 с.
- Титов, В. Всем смертям назло…, Жизнь прожить: повесть . — Киев: Дніпро, 1981 . — 300 с.
- Титов, В. Проходчики: Роман . — М.: Советский писатель, 1983 . — 510 с.
- Титов, В. Избранные произведения . — К.: Дніпро, 1984 . — 440 с.
- Титов, В. Избранное . — Москва: Худож. лит., 1984 . — 528 с.
- Титов, В. Избранное: Повести, рассказы . — М.: Художественная литература, 1984 . — 528 с.
- Титов, В. Всем смертям назло… : Повесть, рассказы . — Донецк: Донбас, 1985 . — 151 с.
- Титов, В. Проходчики: Роман . — Донецк: Донбасс, 1986 . — 301 с.
- Титов, В. Полые воды . — М.: Молодая гвардия, 1987 . — 252 с.
- Титов, В. А. Всем смертям назло… : Повесть . — Луганск: Світлиця, 1995 . — 106 с.